# GZR
GZR (G//Z/R) – brytyjski zespół wykonujący muzykę z pogranicza sludge i industrial metalu. Powstał w 1995 roku z inicjatywy basisty Geezera Butlera, znanego z występów w zespole Black Sabbath. Muzyk do współpracy zaprosił perkusistę Deena Castronovo - wówczas członka zespołu Ozzy’ego Osbourne’a - wokalistę Burtona C. Bella - członka grupy Fear Factory oraz szerzej nieznanego gitarzystę Pedro Howse’a - siostrzeńca Butlera. Debiutancki album studyjny formacji zatytułowany Plastic Planet ukazał się w 1995 roku nakładem wytwórni muzycznej TVT Records. Materiał został wyprodukowany przez Paula Northfielda, znanego ze współpracy z kanadyjskim zespołem Rush.
Bell porzucił zespół jeszcze w 1995 roku na zobowiązany występami w Fear Factory. W jego miejsce grupa zatrudniła Mario Frascę - wówczas muzyka zespołu Anger on Anger. Następnie w 1997 roku funkcję wokalisty objął Clark Brown. W odnowionym składzie grupa zarejestrowała drugi album studyjny pt. Black Science, sygnowany nazwą Geezer. Nagrania trafiły do sprzedaży jeszcze w 1997 roku, ponownie dzięki firmie TVT Records. Wkrótce potem skład opuścił Deen Castronovo, którego zastąpił Chad Smith, w latach poprzednich członek zespołów Anacrusis i Heaven's Flame. Także w 1997 roku Geezer Butler ponownie dołączył do zespołu Black Sabbath. W efekcie działalność GZR straciła na intensywności. Kolejny album grupy pt. Ohmwork trafił do sprzedaży dopiero w 2005 roku. Nagrania ukazały się nakładem wytwórni muzycznej Sanctuary Records.

## Dyskografia
- Plastic Planet (1995)[5]
- Black Science (1997)[6]
- Ohmwork (2005)[7]